# Soraia André
Soraia André César (ur. 9 sierpnia 1964 w São Paulo) – brazylijska judoczka. Dwukrotna olimpijka. Zajęła trzynaste miejsce w Barcelonie 1992, a także piąte miejsce w turnieju pokazowym w Seulu 1988. Walczyła w wadze półciężkiej.
Uczestniczka mistrzostw świata w 1980 i 1987. Startowała w Pucharze Świata w 1991 i 1992. Złota medalistka igrzysk panamerykańskich w 1987 i brązowa w 1983 i 1991. Zdobyła osiem medali mistrzostw panamerykańskich w latach 1982 - 1990. Trzykrotnie na podium akademickich MŚ. 

## Letnie Igrzyska Olimpijskie 1988
| Konkurencja | Eliminacje               | Repasaże            | Klas. końcowa |
| Konkurencja | Przeciwnik I             | Przeciwnik I        | Miejsce       |
| ----------- | ------------------------ | ------------------- | ------------- |
| 72 kg       | Ingrid Berghmans (BEL) P | Yōko Tanabe (JPN) P | 5.            |

## Letnie Igrzyska Olimpijskie 1992
| Konkurencja | Eliminacje           | Finały                       | Klas. końcowa |
| Konkurencja | Przeciwnik I         | o 3 miejsce                  | Miejsce       |
| ----------- | -------------------- | ---------------------------- | ------------- |
| 72 kg       | Josie Horton (GBR) P | Sandra Atsuko Bacher (USA) P | 13.           |